# Il brigante
Il brigante est un film italien de Renato Castellani sorti en 1961.

## Fiche technique
- Réalisation et scénario : Renato Castellani, d'après une histoire de Giuseppe Berto
- Producteur exécutif : Franco Magli
- Société de production : Cineriz
- Directeur de la photographie : Armando Nannuzzi
- Montage : Jolanda Benvenuti
- Musique : Nino Rota
- Genre :
- Durée : 143 minutes
- Procédé : 35 mm (positif et négatif), Noir et blanc
- Date de sortie : août 1961 (Festival de Venise)

## Fiche artistique
- Adelmo Di Fraia : Michele Rende
- Francesco Seminario : Nino Stigliano
- Serena Vergano : Miliella Stigliano
- Mario Ierardi : Pataro
- Anna Filippini : Giulia Ricadi
- Giovanni Basile : appuntato Fimiani
- Renato Terra : Carmelo
- Elena Sestito : la mère de Nino
- Angela Sirianni : la grand-mère de Nino
- Francesco Mascaro : Bovone
- Salvatore Moscianese : don Francesco Tomea

## Distinctions
- Renato Castellani a été remporté le prix Fipresci au Festival de Venise[1]